# 全日本建設運輸連帯労働組合
全日本建設運輸連帯労働組合（ぜんにほんけんせつうんゆれんたいろうどうくみあい）略称：全日建（ぜんにっけん）は、日本の労働組合である。全日本交通運輸産業労働組合協議会（交運労協）、国際運輸労連（ITF）に加盟している。

## 概要
建設産業の労働者を中心とするが、どのような職種でも雇用形態でも加盟できる合同労働組合である。正式名称は全日本建設運輸連帯労働組合、略称は全日建、愛称は連帯ユニオン。組織内では連帯ユニオンの名称が使われることが多いが、他団体は全日建の名称を使うことが多い。平和フォーラム、原水禁にも加盟している。
連帯ユニオン近畿地本顧問・連帯ユニオン議員ネット代表の戸田久和は「日本最強の階級的左翼労組」であると称している。

## 歴史
1965年に結成された関西地区生コン支部労働組合をルーツとする。関西地区生コン支部労働組合は元々日本共産党の影響が強い全日本運輸一般労働組合（略称：運輸一般、現在の全日本建設交運一般労働組合）に加盟していたが、闘争方式を巡り運輸一般中央本部および日本共産党と対立した。
1984年に運輸一般を脱退した際に全日本建設産業労働組合と統合し、全日本建設運輸連帯労働組合を結成した。日本労働組合総評議会（総評）に加盟していたが、労働戦線再編の際には日本労働組合総連合会（連合）には合流せず、独立労働組合となった。

## 連帯労働組合関西地区生コン支部
連帯労働組合関西地区生コン支部（れんたいろうどうくみあいかんさいなまコンしぶ）は、全日建近畿地方本部の傘下にある、1965年（昭和40年）に結成された 生コンクリート産業やその関連産業に従事する労働者の個人加盟による産別労働組合である。日本では企業内労働組合が圧倒的多数を占め、このような形の産業別労働組合は珍しい。 略称は連帯労組関西生コン支部 、連帯ユニオン関西生コン支部、関西生コン、生コン支部、関生など。
生コンの原材料であるセメントの製造企業や、生コンを使用して建設工事を行うゼネコンは大企業だが、その中間を担っている生コン製造は中小企業が行ってきた。そのため、力の強いゼネコンから生コンが安価に買い叩かれることが常態化し、またそのことが生コンの製造・運搬に携る労働者の低い賃金や劣悪な労働環境の要因となってきた。そのため関西生コン支部は、中小生コン業者が集まって共同受注・共同販売を行うことで、ゼネコンとの間で対等かつ適正価格での取引が行えるよう、協同組合を結成するよう促してきた。
そうした関西生コン支部の労働運動によって生コン協同組合が結成されたことで、関西における生コンの価格は、一立方メートル当たり1万5000円〜1万7000円の水準を確保することとなった。東京など買い叩かれている他地域の価格（1万1000円〜1万2000円）と比べ、その値崩れを防いできた。
そして協同組合に加盟する企業のうち、関西生コン支部の組合員が所属している企業の経営者で組織される大阪・兵庫生コン経営者会と関西生コン支部等の間では、生コン価格が上昇すれば運賃を引き上げるとの約束がなされていた。そしてこの約束のもと、生コン支部は協同組合に協力してきたのである。しかしその後、協同組合の組織率が高まるにつれ、生コン価格は上昇した。しかし、協同組合側は約束の運賃値上げを行わなかった。
そのため2017年12月、関西生コン支部は、約束されたセメント輸送、生コン輸送の運賃を引き上げなどを求め、近畿地方一円での無期限ストライキを実施。その結果、滋賀・京都・奈良・和歌山の協同組合側が組合側の要求を受け容れたことでストライキは4日で収束した。ところが、大阪広域生コン協同組合だけは回答すら示さず、ストライキは威力業務妨害であるとし、「関生支部を業界から一掃する」との宣言を行った。そして「関西生コン事件」などと呼ばれる、近畿圏の複数の府県で一部とはいえ警察・検察による逮捕、勾留、労組員の脱退工作、起訴などを含む一連の「弾圧事件」へと発展した。
当初はメディアにおいても産業別労働組合である関西生コン支部が反社勢力かなにかであるかのような捉え方もあったものの、裁判の過程を通して、労組側からの暴力行為はなかったこと、警察・検察が強迫や恐喝などの犯罪とした行為がむしろ対立協同組合側が元暴力団員を雇って圧力をかけたことに対する労組側からの抗議や仕事を失った組合員に対する解決金支払いの交渉であったこと、生コン業界では安全性無視のために頻繁に死傷事故が起きており労組が良心的業者に労働安全のために法令順守を約してもらっても他の業者が法令無視を前提にしたコストカットで安値受注に奔ればその維持が困難となるため労組側が法令を遵守させる順法闘争として行った行為が行き過ぎとの理由で業務妨害に問われたこと、一方で組合幹部らを六百数十日も勾留し釈放しない人質司法がとられたこと、多くの労働組合員に保釈とひきかえに組合脱会を迫る労使問題介入が行われたことが判明していき、一部有罪判決が地裁で出ているものの、多数の無罪判決が続出、また、一部市議や大学教授から抗議の声が上がり、毎日放送が特集した『労組と弾圧』がギャラクシー賞をとり、外国人特派員協会でも取上げられ、労組側が大阪府警を違法捜査で訴えた裁判では高裁で具体的犯罪の疑いがないのは明らかだったとして大阪府警に賠償が命じられる等、東の大川原化工機事件さながら、一部ながらも広範な近畿府県の警察・検察関係者の関わった、でっち上げによる冤罪事件の様相を呈している。また、警察による労組の安全法令順法闘争に対する摘発は2019年夏ごろ一応の停止をみているが、この頃実際に、静岡県で生コン作業で安全基準無視の作業によりミキサー車運転手が死亡する事故が発生している。
なお、2017年に近畿地方本部と関西生コンを含む支部が合同で開催した新春旗びらきでは、打倒安倍政権として「選挙闘争」の重要性が確認され、当時民進党（現・立憲民主党）の辻元清美と社会民主党党首の福島瑞穂が挨拶している。2018年に執行委員長武建一が逮捕された際の週刊朝日のオンライン記事では、立憲民主党の辻元清美議員の政治資金管理団体の収支報告書に連帯がパーティ券50万円分を購入したと記載されていたこと、連帯関係者が辻元だけでなく野党議員を豊富な資金を背景に選挙でバックアップしてきたと語ったほか、元野党議員秘書は、武が組合幹部らを引き連れて支援している国会議員を議員会館に行脚し高級ホテルに議員や秘書を招いて豪勢な飲み会をしてきたとし、永田町に与える武の影響力の強さについて「支援を受けている議員は、武がやってくる日はどんな用事があっても、キャンセルしてやってきます。それくらい、手厚い支援を受けられるから」と述べている。辻元は武のことを「大阪のお父ちゃん」と呼ぶほどの間柄であるという。
もっとも、こういった野党攻撃のためというより、かつての財界団体の日経連の大槻文平が産業別労組に「箱根を越えさせない」と発言するなど、もともと産業別労組は海外では労使が対等の力関係に立てるとして普通であるが、日本ではスト等を平気で行うとして経営側の反感が強く、それまでも断続的に弾圧を受けてきたとする主張もある。女性労働問題研究家の竹信三恵子は、価格交渉の成功により協同組合の利益は拡大、しかし、その使途や配分をめぐって業者間には対立も起こるようになったとし、一部経営者らが労組と協調的であった経営者らの執行部からの追放を図り、前段階として金銭を受けたヘイトグループが労組攻撃をＳＮＳで拡散したとし、それと歩調を合わせるかのように2018年7月から1年間にわたり、滋賀・大阪・京都・和歌山県警による組合員の大量逮捕が始まったことを指摘する。竹信は、産業別労組を毛嫌い・危険視する戦前以来の社会観を保持してきた警察・検察の一部が警察官僚が力を持った第二次安倍政権で引き起こしたアナクロな事件との見方もあるとしている。

### 森友学園問題に関連したマスコミ報道と流布された流言
2017年3月23日、自民党の西田昌司参院議員は学校法人森友学園理事長の妻による首相夫人の安倍昭恵宛の電子メールだとするもの83件を自民党として公開した。学校法人森友学園理事長の妻による首相夫人の安倍昭恵宛の電子メールには、「辻元清美共産党今はぐっと辛抱です（笑）」、「辻元清美が幼稚園に侵入しかけ　私達を怒らせようとしました嘘の証言した男は辻元と仲良しの関西生コンの人間でしたさしむけたようです」、「三日だけきた作業員が辻元清美が潜らせた関西なんとか連合に入っている人間らしい（略）下請け業者の社長は現場もマスコミに写し全くうめてないことをしっていて三日だけきた作業員を辻元清美は送り込みました」、「辻元清美生コンをみればある関西こうえき連合の人間をマスコミに出し社長の言い分はのせなかったそうです　国会議員の犯罪じゃないですか」（原文ママ）などと書かれていた。
このメールにある内容はメール公開前からネットで拡散していた噂と同じであり、辻元は事実ではないとして否定していた。
理事長妻のメールに関しては、作業員とされた人物本人が、2017年3月29日のTBSラジオ『荻上チキ・Session-22』にてインタビューに答え、辻元清美とは全く接点がない上、生コン会社で働いていないため、生コン労組には「入りたくても入れない」こと、また森友問題で焦点となっていた汚染土の埋めもどし時期は問題発覚前の2016年11月〜12月であること、この問題を報じたテレビ局からも謝罪があったことなどを証言した。また民進党および辻元も、事実に反するとして報道機関に抗議文を配布した。この抗議文は辻元の公式ウェブサイトで公開され、この問題がどのようにデマとして拡散されたかを説明している。

### 沖縄米軍基地抗議運動等への参加
沖縄（沖縄基地問題）や三里塚（成田空港問題）で行われたデモなど、他地域での活動が確認されている。
2017年3月12日に、沖縄平和運動センターの代表である山城博治の保釈と辺野古への移設への抗議を訴えて700人余の組合員が参加し、ミキサー車など250台が大阪市内の繁華街をデモ行進したことを、沖縄タイムスが報じている。
三里塚では、中核派等が支援する三里塚芝山連合空港反対同盟北原派の活動への参加もある。

### 親北朝鮮的な行動
日朝国交正常化の早期実現を求める訪朝団「日朝友好なにわの翼」が、2013年4月30日から5月4日まで訪朝した。このメンバーに、全日本建設運輸連帯労働組合関西地区生コン支部の組員が含まれていたと朝鮮日報は報じている。組員は、訪朝の動機について、「日本のメディアが間違った報道をしていることに気づいてはいたが、自分の目でそれを確かめたくて訪朝した」とし、「人々は一生懸命働いて余暇を楽しんでいた。日本と変わりない生活を送っていて、明るい笑顔が印象的だった」と述べている。
2016年12月20日には関西地区生コン支部労働組合から組合員9名が、大韓民国から親北の反国家団体と認定されている在日韓国民主統一連合（韓統連）とその傘下の在日韓国青年同盟（韓青）が主催した大阪・生野での朴槿恵退陣を要求するろうそくデモに参加している。

### 事件・捜査
2005年、関西地区生コン支部の武建一が強要未遂・威力業務妨害などで大阪府警に逮捕される。当時の捜査関係者は、正月街宣や早朝の会社前でのビラ配りをいやがらせと主張した上で、それで音を上げた経営者から解決金名目でカネをとっていた、裁判で出た話は一部であり、組合の捜査にいった時に億くらいの現金があり、当時で100億円くらいは解決金で集めていたのではないかと捜査関係者の間では「噂になった」とジャーナリストの取材に対し述べている。 
2010年5月14日、関西生コンが、「大阪市此花区の生コンクリート会社の工場に組合員ら約百人で押しかけ、出社する社員に立ちふさがったり、工場長を取り囲んで謝罪を求めるなどして、同社の生コンの出荷を妨げた」として、大阪府警警備部などは2011年5月11日に、威力業務妨害容疑で、同支部の副執行委員長のX（韓国籍）ら12名を逮捕した。同日、韓国の全国建設労働組合は、韓国のソウルから、「関西地区生コン支部に対する弾圧」などと抗議を表明した。
2017年8月29日に奈良県で組合員が起こした傷害と脅迫の容疑で奈良県警から捜査を受けている。事件後の応援に、社民党副党首の福島瑞穂参院議員が駆けつけて支援していたことが週刊文春によって報道された。
2018年8月28日、滋賀県警組織犯罪対策課は執行委員長の武を倉庫建設工事をめぐる恐喝未遂容疑で逮捕した。
2018年11月5日、須田慎一郎は、出演したラジオ番組において関西生コンについてトークを繰り広げた。そこでは関西生コンの決算報告書は会計監査に耐えうる基準を満たしておらず、その資金使途が不透明との主張がなされた。また須田は、関西生コン組合員は労働争議の際、コンクリートミキサー車を止めて団体交渉を要求すると説明した。生コンは短時間で固まるため、車輌が止められている間に品質が劣化し、更に時間が経過するとドラム内で凝固し車輌が使用不能になるため、中小業者は致命的な損害を回避するために要求を呑み、解決金を支払ったり関西生コンが提携する協同組合(コンクリート圧送組合など)に加入したりするのだという。また須田は、2018年11月時点で、関西生コンの労働争議が刑事事件として扱われて逮捕者が出ている事態について、関東ではまったく、関西でも関西テレビやNHK以外ではほとんど取り上げていないと語った。
2018年11月27日、滋賀県警が、いずれも別の恐喝未遂事件で起訴されている、関生支部副執行委員長のB、同執行委員のC・Dの3被告のほか、京都市山科区の男性幹部ら5人の計8人を威力業務妨害容疑で逮捕した。これまでに執行委員長の武容疑者をはじめ幹部、組合員ら計26人が恐喝未遂や威力業務妨害容疑で滋賀県警と大阪府警に逮捕されている。なお、2018年12月8日には全日本建設運輸連帯労働組合により抗議集会が開催された。
2019年2月5日、滋賀県警組織犯罪対策課が、関西生コンの幹部や組合員、計15人を恐喝未遂の疑いで逮捕した。容疑は建設現場での不備を訴えるビラを公道で撒くなどして、準大手ゼネコンを脅迫し協同組合加盟企業と供給契約を結ばせようとした、とされた。産経新聞は、逮捕に先立つ逮捕状請求について報じた際に「 因縁をつけるなどの嫌がらせを繰り返した疑い」と表現した。
2019年6月18日、滋賀県警組織犯罪対策課が、大津市内の店舗新築工事現場で施工業者の従業員らに因縁をつけて工事を遅らせたなどとして、威力業務妨害の疑いで組合員4人を逮捕した。
2019年7月17日、京都府警組織犯罪対策第1課と南署などが、破産した加盟社の生コン納入事業を京都生コンクリート協同組合が他加盟社に配分したことに言いがかりをつけ、協同組合から解決金名目で現金6千万円を脅し取った疑いで、執行委員長武被告・副執行委員長B被告を再逮捕した。
2019年8月20日、現場監督に因縁をつけたり発注元を中傷するビラを撒くなどして工事を妨害したとして、滋賀県警組織犯罪対策課が威力業務妨害容疑で副執行委員長Bを再逮捕した。
2019年9月4日、生コンクリート運送会社の解散をめぐる解決金と称して現金1億5千万円を脅し取ったとして、京都府警組織犯罪対策第1課と南署などが恐喝容疑で執行委員長武・副執行委員長Bを再逮捕した。
2018年7月17日の摘発から始まって2019年8月20日までの1年あまりの期間に、恐喝や威力業務妨害などの反社会行為の容疑での同団体の逮捕者は前代未聞の延べ86名に及んでいる。
2020年10月8日、大阪地裁は、威力業務妨害罪の容疑で逮捕・起訴されていた関西地区生コン支部の執行委員の西山直洋と、元副執行委員長の柳充に「組織的かつ計画的な行動で悪質。態様は粗暴で危険であり、2人の刑事責任は軽くはない」として、懲役2年6か月・執行猶予5年の有罪判決を言い渡した。
2021年7月13日、大阪地裁は、執行委員長の武に対し、運送業者のセメント出荷を妨害した威力業務妨害の罪などで懲役3年、執行猶予5年の判決を言い渡した。一部の恐喝の罪については無罪とした。
2023年3月2日、大津地裁は威力業務妨害と恐喝の罪で、執行委員長Bに対し懲役4年の実刑判決を言い渡した。
2024年2月6日、大津地裁は、ビラ撒きなどによる準大手ゼネコン企業への威力業務妨害などの罪に問われた組合員9人について、湖東ブロック所属の2名に執行猶予付きの有罪、他ブロック所属の7人には無罪を言い渡した。 関生支部を巡る京都、大阪などの各地の裁判所で無罪判決が示されたのはこの判決で5件目となった。
2025年2月26日、京都地裁は、生コンクリート会社の解散をめぐり解決金として1億5千万円を脅し取ったとする恐喝の罪などについて、実行委員長Bと元執行委員長武に無罪を言い渡した。地裁は、「大人数で阻止しようとしたり、威圧的な言動を行ったりしたことは認められない」などと判断。組合員の労働問題についての協定書履行を求めて敢行したストライキだとした。

## 他団体との関係

### 友好労組
全港湾、全国一般全国協と友好関係にある。春闘、メーデーは全労協系のものに参加している。また、韓国の民主労総傘下の建設労組と友好関係にある。近年は中核派系労働組合の国鉄千葉動力車労働組合と共同で活動している。

### 敵対労組
連帯労組生コン支部はかつて同業の他労組と共に関西生コン関連労組連合会に参加していたが、繰り返し他労組を批判し続け、かつ労組連合会が経営陣と締結した協定を無視した活動を行っていた。
2018年1月24日、関西生コン関連労組連合会は破綻し、生コン産業労働組合(連合・交通労連加盟)、UAゼンセン関西セメント関連産業労働組合(連合、UAゼンセン加盟)、建交労関西支部(全労連、建交労加盟)、関西レディーミクスト労働組合(連帯労組脱退者を中心とした独立系労組)の4団体が近畿生コン関連協議会を再構築した。近畿生コン関連協議会は連帯労組の批判を繰り返し行っている。

### 協力団体
のりこえねっとを支持しており、在日特権を許さない市民の会批判など反ヘイトスピーチ運動の共闘を表明している。
金日成・金正日主義研究（旧名「キムイルソン主義研究」）の常任委員を結城久（全日本建設運輸連帯労働組合関西地区生コン阪南地区統括責任者）がつとめている。

### 支援団体
関西生コンを支援する会が2019年に発足した。主なメンバーは竹信三恵子、鎌田慧、佐高信、海渡雄一、内田雅敏である。
2005年に「連帯ユニオン議員ネット」が設立されている。関西圏を中心として現職の地方議員（元職も含む）が参加している。所属党派は社民党、新社会党、緑の党、立憲民主党など。代表は戸田久和（革命21）、顧問は服部良一（社民党）。2021年秋に実施される第49回衆議院議員総選挙では、社民党の大椿裕子（大阪9区）を推薦している。